# Матильда (книга)
«Матильда» — книга валлійського письменника Роальда Дала, опублікована у 1988 р. Джонатаном Кейпом у Лондоні, мала 232 сторінки та ілюстрації Квентіна Блейка.
Її адаптували: 
- аудіокнига (читає актриса Кейт Вінслет);
- фільм режисера Денні ДеВіто 1996 року;
- двосерійна програма BBC Radio 4 у головній ролі: Лорен Моте у ролі Матильди, Емеральд О'Ханрахан - міс Гані, Нікола МакОліфф — міс Транчбул, розповідає Ленні Генрі;
- мюзикл 2010 року.[1][2][3][4]

У 2012 році «Матильда» посіла 30-те місце серед дитячих романів усіх часів за результатами опитування, опублікованого щомісячником «School Library Journal», що складається головним чином з аудиторії США. Це була перша з чотирьох книг Дала серед 100 Найкращих, що є більше, ніж в будь-якого іншого письменника. Time (magazine) включив «Матильду» до свого списку 100 Найкращих Книг для Молоді Усіх Часів. Світові продажі досягли 17 мільйонів, а з 2016 року продажі зросли до такої міри, що це перевершує інші роботи Дала.

## Сюжет
У невеликому селищі Бакінгемшир Матильда Вормвуд, п’ятирічна дівчинка з незвичайним раннім розвитком, батьки якої ставляться зневажливо до неї, вдається до витівок, таких як приклеювання шапки до батькової голови, ховання папуги друга в димоході для імітації грабіжника або ж примари та таємного вибілювання волосся батька, щоб помститися рідним (особливо батькові) за їх грубі та недбалі манери до неї. Матильда читала різноманітні книги різних авторів, особливо у віці чотирьох років: за півроку прочитала багато книг.
У школі Матильда дружить зі своєю вчителькою Дженніфер Гані, яка вражена її інтелектуальними здібностями. Вона намагається перевести дівчинку у вищий клас, але директорка, тиранічна міс Агата Транчбул, їй відмовляє. Міс Гані також намагається поговорити із містером та місіс Вормвуд про інтелект їхньої дочки, але вони її просто ігнорують.
Міс Транчбул також стикається з дівчиною з косичками на ім'я Аманда Тріп і робить метання молота дівчиною. Ще одного хлопчика на ім'я Брюс Богтроттер, який вкрав шматок торта міс Транчбул, спіймав кухар і вона змусила його з'їсти весь торт перед збором.
Матильда швидко розвиває особливо міцні зв’язки з міс Гані і спостерігає, як міс Транчбул тероризує своїх учнів навмисно креативними, надмірними покараннями, такі як кидання їх у душилки, щоб батьки не повірили їм. Коли подруга Матильди Лаванда робить розіграш над міс Транчбул, поміщаючи тритон у її глечик з водою, Матильда використовує несподівану силу телекінезу, щоб перекинути склянку води, що містить тритона, на міс Транчбул.	
Матильда відкриває свою силу міс Гані, яка відверто розповідає, що її виховувала жорстока тітка після підозрілої смерті батька. Виявляється, що її тіткою є міс Транчбул, яка (крім інших проступків) утримує спадщину племінниці, таким чином міс Гані повинна жити в злиднях у занедбаному фермерському котеджі, а зарплата міс Гані виплачується на банківський рахунок міс Транчбул за перші 10 років її викладацької кар’єри (тоді як вона обмежується 1 фунтом стерлінгів на тиждень кишенькових грошей). Готуючись помститися за міс Гані, Матильда розвиває свій телекінетичний дар практикуючи вдома. "Коли я складу тест, я зайду до своєї кімнати" - улюблений рядок Матильди в історії. Пізніше, під час уроку садизму, який викладає міс Транчбул, Матильда телекінетично підносить шматок крейди до дошки і пише на ній, видаючи себе духом покійного батька міс Гані і, звертаючись до неї, використовуючи її ім'я (Агата), вимагаючи від міс Транчбул передати будинок і зарплату міс Гані і залишити школу, в результаті чого міс Транчбул падає знепритомнівши.
Трохи пізніше заступник директора школи містер Трілбі відвідує будинок міс Транчбул, щоб спробувати з’ясувати, що сталося, але виявляє, що він порожній без жодних ознак того, що з нею сталося. Коли містер Трілбі стає новим керівником школи, він проявляє себе здібним і добродушним, завдяки чому сама Матильда розвивається на найвищому рівні навчання. Натомість, з її полегшенням вона вже не здатна до телекінезу; це пояснює міс Гані результатом використання свого розуму в більш складній навчальній програмі.
Матильда продовжує регулярно відвідувати міс Гані у її будинку, але одного разу взнає, що її батьки та її старший брат Майкл поспішно збираються до виїзду в Іспанію, що, як пояснює міс Гані, є результатом того, що поліція з’ясувала, що він продавав викрадені машини. Матильда просить дозволу жити з міс Гані, на що її батьки досить неохоче погоджуються (її мати якось нарешті зрозуміла зв'язок Матильди з її вчителькою). Матильда та міс Гані знаходять свій щасливий кінець, а атмосфера та навчальний план школи в переважній більшості покращуються за пана Трілбі.

## Натхнення Дала
Містер Вормвуд базувався на реальному персонажі з рідного села Роальда Дала Грейт-Міссенден у Бакінгемширі. Бібліотека у Грейт-Міссендені стала натхненням для бібліотеки місіс Фелпс, де Матильда поглинає класичну літературу у віці чотирьох років та трьох місяців.

## Адаптації

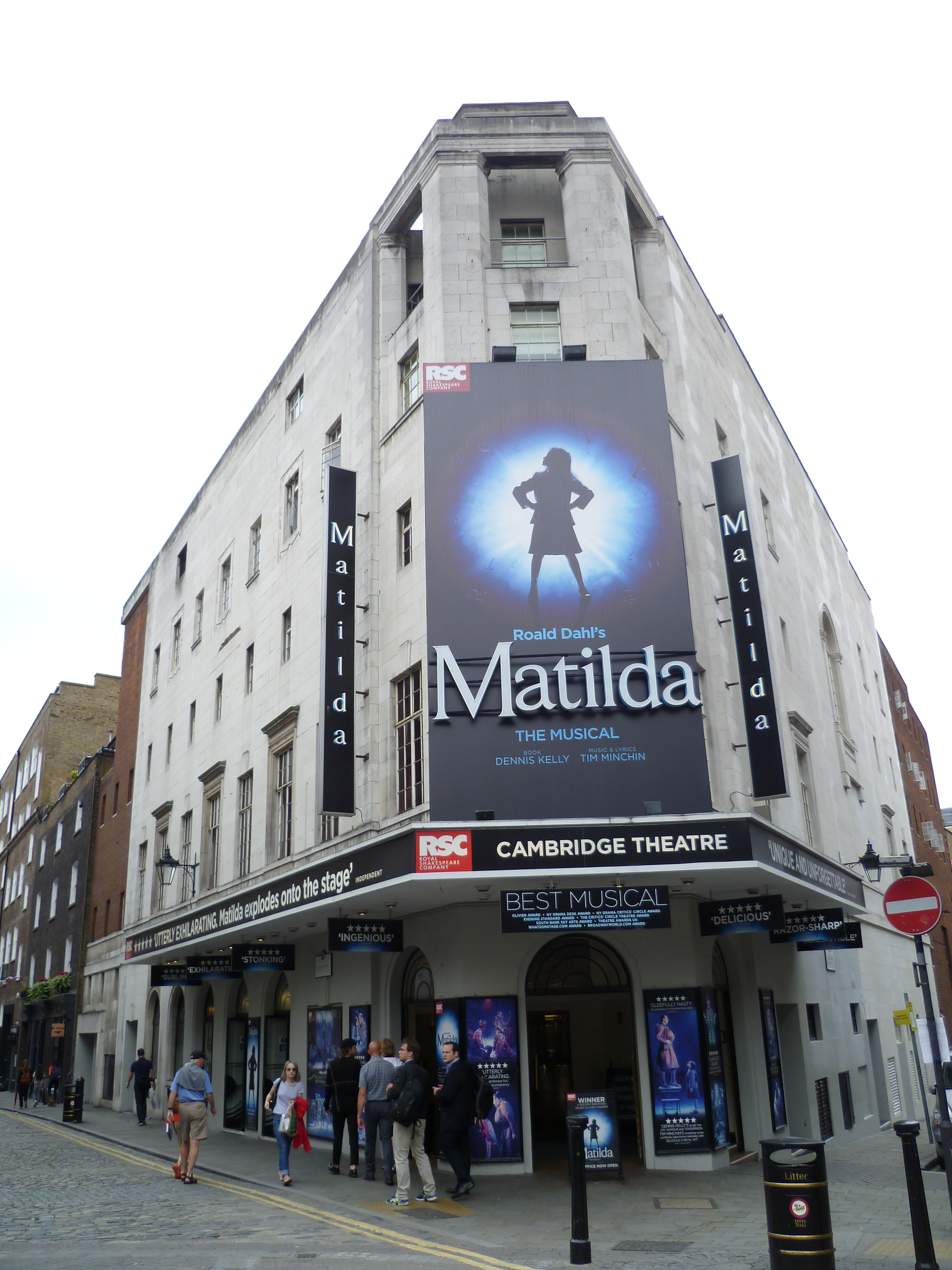
Мюзикл «Матильда » виступав у Кембриджському театрі в Вест-Енді з листопада 2011 р. На фото в липні 2016 р.

За романом був знятий фільм «Матильда» у 1996 році. У ньому знялася Мара Вілсон у ролі Матильди, а режисером став Денні ДеВіто, який також зобразив містера Вормвуда та був оповідачем історії. Незважаючи на те, що фільм не мав касового успіху, він отримав визнання критиків на момент виходу, а на Rotten Tomatoes набрав 90% балів на основі відгуків 21-го критика.
У 1990 році театр Редгрейв у Фарнхем випустив музичну версію, адаптовану Роні Робінсоном з музикою Кена Говарда та Алана Блейклі, яка гастролювала у Великій Британії. У головній ролі знялася Аннабель Ланіон у ролі Матильди та Джонатана Лінслі в ролі міс Транчбул. Друга музична версія роману «Матильда (мюзикл)», написана Деннісом Келлі та Тімом Мінчіном на замовлення Королівської шекспірівської компанії, прем’єра якої відбулася в листопаді 2010 року. Вона відкрилася в Кембриджському театрі в Вест-Енді 24 листопада 2011 року. Він відкрився на Бродвеї 11 квітня 2013 року в театрі Шуберта. З тих пір мюзикл здійснив тур в США і відкрився в липні 2015 року в Австралії. Сценічна версія стала надзвичайно популярною серед глядачів і схвалена критиками, а також отримала кілька нагород Олів'є у Великій Британії та Тоні в США. Один критик назвав його "найкращим британським мюзиклом з часів Біллі Елліота".
Актриса Кейт Вінслет пропонує англомовну аудіокнигу із записом «Матильди». У 2014 році Американська бібліотечна асоціація відібрала її у номінацію премії « Одісея» за виконання аудіокниги.
27 листопада 2018 року стало відомо, що Netflix адаптував "Матильду" як анімаційний серіал, який буде частиною "анімаційного циклу подій" разом з іншими книгами Роальда Дала, такими як ВДВ, The Twits, і Чарлі і шоколадна фабрика.

## Зв’язки з іншими книгами Роальда Дала
Одне з покарань міс Транчбул - змусити дитину із зайвою вагою, Брюса Богтроттера, з’їсти величезний шоколадний пиріг, що робить його таким ситим, що він не може рухатися. Кухар спіймав його на крадіжці шматка пирога з кухні. У «Відступних рецептах» Роальда Дала один із рецептів заснований на цьому торті; в той час як Брюс є більш симпатичною варіацією Августа Глупа (з " Чарлі та шоколадної фабрики") та подібних ненажер, і зробив дещо на подобі героя, з’ївши торт, не страждаючи нудотою. Новела «Чарівний палець» Роальда Дала, що вийшла в 1964 році, можливо, була попередницею «Матильди». У молодої дівчини є сила у пальцеві, щоб робити певні речі з іншими людьми, коли вона емоційно ставиться до справи, яку вона близько сприймає.

## Матильда в 30 років
Святкуючи 30-річчя видання книги в жовтні 2018 року, оригінальний ілюстратор Квентін Блейк уявив, що Матильда могла б робити сьогодні як доросла жінка. Він намалював її зображення, що виконували різні можливі ролі, зокрема дослідника, астрофізика, керівника Британської бібліотеки та інші. Заявляючи, що було б приємно знати що Матильда робила б будучи жінкою, автор Крессида Ковелл заявляє: "Чому частинка нас не хоче знати, якою стала Матильда? Десь у серці серця ми ніколи не хочемо, щоб Матильда виросла - ми хочемо, щоб вона була як Пітер Пен, вічно молода".